# Parafiyivka
Parafiyivka (ucraniano: Парафії́вка) es un sélyshche de Ucrania perteneciente al raión de Pryluky de la óblast de Chernígov.
En 2022, la localidad tenía una población de 2169 habitantes. Es sede de un municipio que incluye como pedanías 21 localidades rurales, sumando la población municipal unos seis mil habitantes. El municipio se formó en 2015 mediante la fusión del hasta entonces ayuntamiento urbano de Parafiyivka (que únicamente incluía como pedanías a Luhové y Sofíyivka) con los vecinos consejos rurales de Iványtsia, Martýnivka, Petrúshivka y "Yuzhne" (actual Svitánok), a los que se añadieron en 2020 los de Berezhivka y Trostianets. Además de esas ocho pedanías, pertenecen al actual municipio otras trece. El territorio pertenecía hasta 2020 al raión de Ichnia.
Se ubica unos 20 km al este de Ichnia, junto a la carretera T2515. El río Smosh atraviesa el casco urbano del asentamiento.

## Historia
Fue fundado en el siglo XVII como un miasteczko del voivodato de Chernígov de la República de las Dos Naciones. En la rebelión de Jmelnitski fue asignado al regimiento cosaco de Ichnia, aunque con el tiempo acabó formando parte del regimiento de Pryluky. En el Imperio ruso fue sede de su propia vólost, en el uyezd de Borzná de la gobernación de Chernígov; en esta época, el asentamiento se desarrolló por albergar una fábrica de azúcar, y llegó a tener casi cinco mil habitantes en la época de la Revolución rusa. La RSS de Ucrania intentó establecer aquí la sede de un raión en 1923, pero el raión de Parafiyivka se suprimió en 1924. Posteriormente el asentamiento entró en decadencia, ya que más de cien habitantes murieron en el Holodomor de 1932-1933, y otros quinientos en la Segunda Guerra Mundial, en la que Parafiyivka fue lugar de origen de más de mil partisanos. Tras la guerra, se intentó recuperar el asentamiento estableciendo aquí la sede de un koljós, e integrando la fábrica de azúcar en un sovjós cercano. En 1960 adoptó el estatus de asentamiento de tipo urbano.